# Hans van Helden
Hans van Helden (* 27. dubna 1948 Almkerk, Severní Brabantsko) je bývalý nizozemský a francouzský rychlobruslař.
Prvních velkých mezinárodních závodů se v reprezentaci Nizozemska zúčastnil v roce 1973. Již tehdy získal na Mistrovství Evropy stříbrnou medaili, dále byl šestnáctý na Mistrovství světa ve sprintu a sedmý na Mistrovství světa ve víceboji. O rok později vybojoval na kontinentálním šampionátu bronz, na světových šampionátech si však výsledkově polepšil (osmé místo ve sprintu a páté ve víceboji). Největších úspěchů dosáhl v sezóně 1975/1976, kdy na Zimních olympijských hrách vybojoval tři bronzové medaile – v závodech na 1500 m, 5000 m a 10 000 m (kromě toho byl devatenáctý na distanci 500 m a pátý na trati 1000 m), a stejný cenný kov získal na světovém vícebojařském mistrovství. Těsně pod stupni vítězů se přitom umístil na dalších dvou soutěžích, byl pátý na Mistrovství Evropy a čtvrtý na Mistrovství světa ve sprintu. V několika dalších sezónách po roce 1977 na velkých akcích příliš nezávodil. V roce 1980 se oženil s francouzskou rychlobruslařkou Marie-France Vivesovou, získal francouzské občanství a od začátku roku 1982 začal reprezentovat Francii. Výrazných úspěchů však již nedosáhl, na světových i evropských šampionátech se většinou výsledkově pohyboval ve druhé desítce, nejlepšími výsledky bylo šesté místo na Mistrovství Evropy 1984 a osmé místo na Mistrovství světa ve víceboji 1988. Startoval však na zimní olympiádě 1984, kde v závodě na 1500 m skončil čtvrtý (další výsledky: 500 m – 24. místo, 1000 m – 18. místo, 5000 m – 11. místo, 10 000 m – 25. místo), a na ZOH 1988 (500 m – 33. místo, 1000 m – 29. místo, 1500 m – 19. místo, 5000 m – 22. místo, 10 000 m – 23. místo). V roce 1987 se také poprvé zúčastnil závodů Světového poháru. Po sezóně 1987/1988 ukončil aktivní sportovní kariéru.